# Мультимедийный фреймворк
Мультимедийный фреймворк (англ. multimedia framework) — фреймворк для работы с аудио- и видеоданными. Обычно состоит из системы плагинов (кодеков, фильтров, (де)мультиплексаторов, вывода на экран, работы с файлами и т. п.), которые можно соединить в граф для конвейерной обработки аудио/видео потока. Хорошие мультимедийные фреймворки имеют удобный API, работают и с файлами, и с сетевыми потоками, и позволяют пользователю устанавливать свои собственные плагины.

## Платформы
Microsoft Windows:
- Audio Compression Manager (ACM)
- DirectShow — (1996) (до 1997 г. назывался Active Movie)
- DirectX Media Objects (DMOs)
- Media Foundation — (2007) (начиная с Windows Vista)
- QuickTime
- Video for Windows (VfW) — (1992)
- Windows Media

Mac OS X:
- QuickTime

Linux и платформенно-независимые с открытым кодом:
- FFmpeg
- GStreamer
- Helix DNA
- Phonon
- xine
- Media Lovin' Toolkit
- libVLC

Проприетарные кроссплатформенные:
- Adobe Director
- Adobe Flash
- Java Media Framework (JMF)
- Microsoft Silverlight